# Ungdomssynd
|  | Denne artikel er oprettet af botten PalnaBot ud fra en ekstern database. Den kan derfor have sproglige fejl eller mangler. Denne skabelon kan fjernes efter kontrol af indholdet. |

Ungdomssynd er en film instrueret af Vilhelm Glückstadt.